# Horion (manga)
Pour les articles homonymes, voir Horion.
Horion est un manga d'aventure fantastique. Il est scénarisé par Aienkei et dessiné par Enaibi. Le premier tome est paru le 2 mai 2018 aux éditions Glénat.
Les prémices de l'histoire mettent en scène les aventures de Koza, parti à la recherche de son frère, en compagnie de son meilleur ami, Valyu. Ils devront se rendre dans la cité de Landgrave, se plier à ses lois, et tenter d'y survivre. La phrase d'accroche résume l'ambiance du récit : « Pour changer de vie, ils sont prêts à la perdre. »

## Trame

### Scénario
Koza recherche son grand frère Vika. Il est accompagné de son fidèle ami Valyu, benjamin de l'illustre famille Rozmar. Parvenus dans la cité de Landgrave, ils doivent faire leurs preuves afin d'être intégrés. L'action se situe dans un univers secret qui se dévoile au fil de l'aventure. Les protagonistes rencontrent de nombreux individus dotés de personnalités troublantes et de capacités hors du commun. Ces étonnantes facultés se développent à la suite du passage d'une épreuve d'admission mortelle. Cette épreuve, nommée l'épreuve de l'araignée, consiste à absorber un Cordyceps dont les effets mortifères n'épargnent qu'une personne sur dix.

### Univers
L'histoire d'Horion se déroule dans un monde proche du nôtre, dans un cadre médiéval. Le récit prend place sur le continent d'Alcade. On y découvre la cité indépendante de Landgrave et la capital monarchique de Fondé, où vivent les royalistes. Landgrave est une cité dissidente. Elle abrite les éveillés, les uniques survivants de l'épreuve de l'araignée.

### Personnages
Horion possède une vaste galerie de personnages plus charismatiques et intrigants les uns que les autres. Les deux auteurs travaillent conjointement à la création de leurs protagonistes, et c'est avec beaucoup de soins qu'ils élaborent l'aspect visuel et psychologique du moindre d'entre eux. On peut constater dès les premiers volumes l'émergence de plusieurs groupes de personnages bien distincts : la famille Rozmar, les éveillés, et les royalistes. 
Koza Akorany, le principal protagoniste du récit, est un simple garçon d'écurie au service de la très fortunée famille Rozmar. Il décide de tout quitter le jour où son grand frère disparait. Son unique but étant désormais de le retrouver et de le ramener chez eux. Il est accompagné dans sa recherche de Valyuta (Valyu) Rozmar, le dernier-né de la famille Rozmar, un garçon fragile prêt à tout pour suivre son ami au-delà de chaque épreuve. Au début du récit, tous deux sont accompagnés de Palk Tuarastal, un sabreur expérimenté reconverti garde du corps auprès de la famille Rozmar. Notre trio de protagonistes sera rapidement confronté à deux autres gardes du corps de cette même famille : Arian Cyfred et Monero Imali. Les premiers souhaitant se rendre dans la cité de Landgrave, et les derniers espérant les en empêcher. 
Au cours de leurs péripéties, Koza, Valyu et Palk rencontreront deux éveillées : Nyrkki Rusikas, une jeune femme impulsive dont la tête est mise à prix, et Mirësi (Mira) Alheri, une éveillée très posée capable de contenir les frasques de son amie. C'est en leur compagnie que Koza et Valyu se rendront dans la mystérieuse cité de Landgrave où les attendent le seigneur Goétie et de nombreux autres éveillés. Parmi les plus récurrents, on peut citer la mystérieuse Séléné, qui semblent avoir de grandes responsabilités au sein des éveillés, ainsi que Sarx Koptein, l'un des gardiens les plus intimidants de la cité, capable à lui seul de tenir tête à une armée. Il ne faut pas oublier Damice Orcina, une véritable sentinelle humaine douée d'une grande perception, ainsi que Xipho Iptal et Aseth Haizea, deux autres éveillés plus discrets. De nombreux protagonistes apparaitront tout au long des différents chapitres. Certains apporteront plus de légèreté au récit, comme Rano Rusikas, le turbulent petit frère de Nyrkki. Mais d'autres, comme le sombre Lupa, joueront un rôle plus important qu'il ne le semblait au départ, et iront même jusqu'à bouleverser l'histoire de manière irréversible.

## Production
Aienkei est un enfant de l’animation japonaise qui s’est très tôt passionné pour les univers imaginaires. Lorsqu’il ne dévorait pas les livres, c'était les petits écrans d’ordinateurs qui le captivaient. Mais les grands écrans n’étaient pas en reste puisque le cinéma l’impressionnait beaucoup. Par la suite, il découvrira les jeux de rôle avant d'être rattrapé par le Japon qu'il ne quittera plus jamais. Aujourd’hui, il est scénariste, et lorsqu’il n’écrit pas ses histoires, il les raconte dans ses podcasts. Dans une vidéo, Aienkei révèle qu'une ancienne version d' Horion a vu le jour en 1999, et qu'elle a été auto-éditée en 2001. Le site internet qui lui était consacré est rendu inaccessible peu de temps avant la sortie du premier tome. Son pseudonyme vient de la prononciation anglophone des trois lettres du mot INK ("encre" en anglais).
Autodidacte, Enaibi développe très jeune sa maîtrise du dessin sans même savoir que son style est totalement japonais. Elle se lance également dans la sculpture pour donner vie à ses personnages. Elle obtient en parallèle une maîtrise de japonais à l’Inalco, et travaille même plusieurs années pour Ankama. Son pseudonyme vient de la prononciation anglophone des trois lettres du mot NIB ("plume" en anglais).
La série est officiellement annoncée chez Glénat à l'été 2016. Sa sortie était prévue pour l'année 2017 mais le premier tome sort finalement le 2 mai 2018,. Les deux premiers volumes sont sortis à un mois d'intervalle. Le troisième tome sort en juin 2019, soit une année après la sortie du 1er tome, et le quatrième tome, en février 2022. La série compte 5 tomes en 2023 pour un premier arc prévu en 7 tomes. La version italienne est éditée par Manga Senpai depuis octobre 2019, LetraBlanka publie la version espagnole depuis 2020 et la version portugaise paraît en 2023 aux éditions ASA.